# Копоушка из Новогрудка
Копоушка из Новогрудка — копоушка XII в., найденная в Новогрудке на территории окольного города на полу дома зажиточного горожанина, расписанного фресками. Хранится в Национальном историческом музее Беларуси.

## Описание
Сделан из рога благородного оленя и является изделием местного мастера. Навершие ухочистки выполнено в виде фигурки музыканта, который сидит на скамейке кубической формы и играет на трехструнном щипковом инструменте трапецевидной формы, возможно, псалтири, которая стоит на подставке. Струны инструмента вертикально натянуты на доске. Музыкант безусый и безбородый, волосы его коротко острижены. Одет в длинную рубашку перехваченную поясом, который спускается до колен, на голове — войлочная шляпа, надвинутая на лоб. Середина копоушки с большим валиком, а нижняя часть гладкая с лопаточкой.
Фигурка из Новогрудка напоминает фигурку барабанщика из Волковыска. У них общий тип лица, причесок, шапок и рубашек. Такое сходство облика музыкантов дает основания предположить, что косторезы, которые их делали, изобразили древнерусских музыкантов профессионалов. Новогрудский музыкант дает представление о песняре, который играл на псалтири в доме богатого горожанина.
М. Николаев и П. Каноков атрибутируют копоушку как плектр, которым играли на струнных музыкальных инструментах вроде гуслей.